# Український інтерес
Український інтерес — інформаційно-аналітичне друковане та інтернет-видання, засновані одноіменною громадською організацією 2016 року.

## Загальна інформація

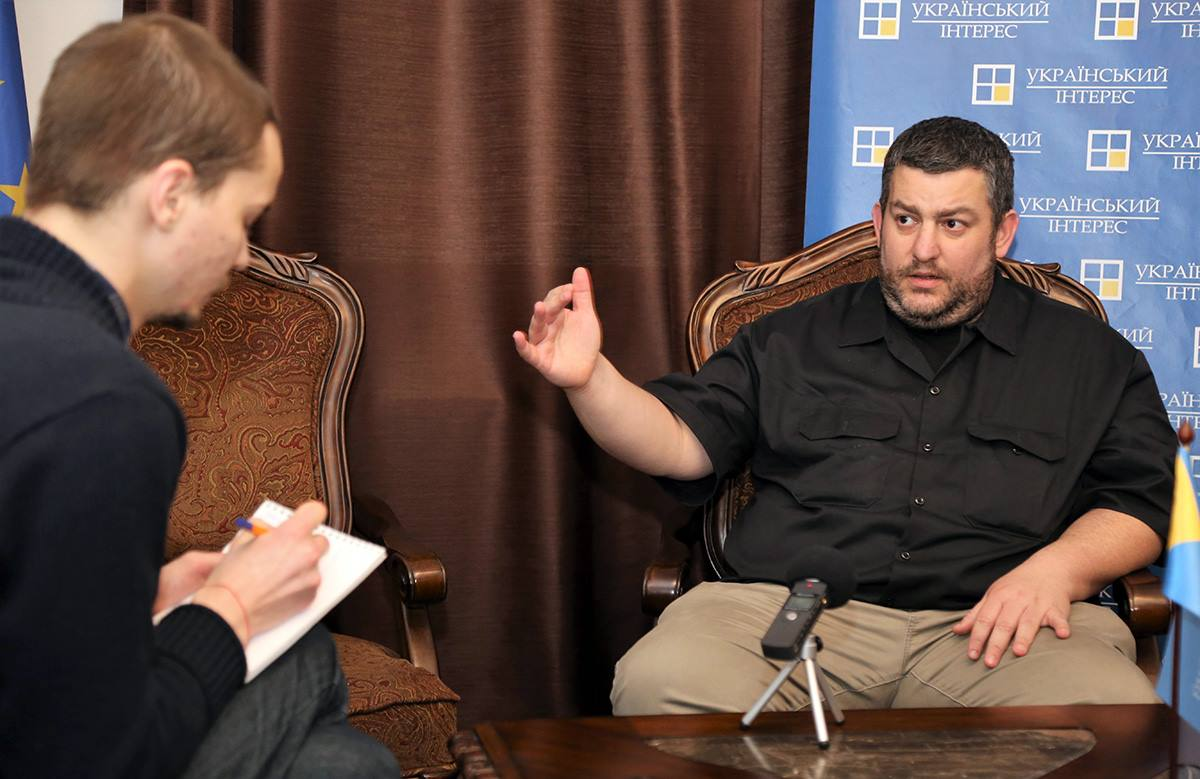
Інтерв'ю «Українському інтересу» старшого програмного директора Фонду Вікімедіа Асафа Бартова

Громадська організація «Український інтерес» (голова правління — В. І. Мурачов) була зареєстрована 22 листопада 2016 року. 28 грудня 2016 вона заснувала однойменну газету та відкрила інтернет-видання.
Редакція розміщується в Києві. Окрім працівників редакції, «Український інтерес» залучає до співпраці й позаштатних працівників, науковців, експертів — вони працюють на гонорарних засадах.
Голова правління ГО «Український інтерес» і головний редактор інтернет-видання та газети — Вадим Мурачов.
Ресурс є медіа-партнером Національного музею Голодомору-геноциду.

## Газета
Перший номер видання «Український інтерес» надрукували 17 грудня 2017 року. Його присвячено 100-літтю української революції. У грудні 2018 року надруковано ще один спецвипуск газети — до 70-річчя Загальної декларації прав людини. У березні й червні 2019 вийшли друком ще дві газети — з нагоди Дня торжества правди та справедливості та спецвипуск про українську мову.

## Цікаві факти
- У червні 2017 року редакція «Українського інтересу» звернулася до Президента України Петра Порошенка та Верховної Ради із пропозицією на державному рівні запровадити свято української пісні 12 серпня — в день, коли під час сеансу радіо- та відеозв'язку між екіпажами двох кораблів у космосі та Центром управління польотами на Землі пролунала українська пісня «Дивлюсь я на небо, та й думку гадаю…» (слова Михайла Петренка)[6][7].
- 2018 року редакція видання провела дитячий конкурс на кращу журналістську роботу на тему: «Як я розумію український інтерес?»[8]
- 2018 року інформаційний портал «Український інтерес» був нагороджений пам'ятною медаллю Євгена Коновальця, як провідне ЗМІ в галузі зміцнення інформаційних стосунків між Україною і Литвою.[9]
- Брати Капранови у книзі «Майдан. Таємні файли: Журналістське розслідування» наводять дані з сайту «Український інтерес» щодо кількості продуктів, спожитих на Євромайдані.[10]
- Редакція «Українського інтересу» є місцем, де проводяться Вікізустрічі, презентації книжок.[11]